# Jim Beatty
James „Jim“ Tully Beatty (* 28. Oktober 1934 in New York) ist ein ehemaliger US-amerikanischer Langstreckenläufer, der als Erster die Meile in der Halle am 10. Februar 1962 unter 4 Minuten lief und zeitweise alle amerikanischen Rekorde in den Langstrecken hielt.

## Leben
Beatty stammte aus einer armen katholischen italienisch-stämmigen Familie und lief als Kind meist barfuß. Vom 10. Lebensjahr bis zum Abschluss  der Highschool fuhr er morgens ab 4:30h vor der Schule Zeitungen aus. Nach dem Highschool-Abschluss in Charlotte, North Carolina, erhielt er 1953 ein Leichtathletikstipendium der University of North Carolina at Chapel Hill, wo er sich zu einem der besten Mittelstreckler der USA entwickelte. Nach dem Bachelorabschluss 1957 unterbrach er seine Laufbahn, ehe er sich 1959 in Kalifornien der Trainingsgruppe von  Mihály Iglói anschloss und mit einem intensiven Intervalltraining innerhalb von weniger als einem Jahr zu einem der besten Mittel- und Langstreckler der Welt entwickelte. Er gewann zweimal bei USA gegen UdSSR, lief drei Welt- und 14 amerikanische Rekorde. Bei den Olympischen Sommerspielen 1960 hatte er zwar die US-Trials gewonnen, schied jedoch über 5000 m im Vorlauf aus. 1962 hielt er in den kurzen Langstrecken fünf amerikanische Rekorde. 1962 wurde er mit dem James E. Sullivan Award als bester Amateursportler der USA ausgezeichnet. 1963 wurde er Zweiter bei den Pan-Amerikanischen Spielen. Er wurde 1990 in die National Track and Field Hall of Fame aufgenommen, 1963 in die North Carolina Sports Hall of Fame und die Greater Charlotte Sports Hall of Fame in 2004. Nach seiner Karriere als Sportler arbeitete er als Motivationsredner und war für die Demokraten viele Jahre Abgeordneter des Staatsparlaments von North Carolina. Sein Versuch, US-Senator zu werden, scheiterte. Zu seiner aktiven Zeit war Little Jim Beatty 1,67 m groß und wog 57 kg.